# Louis de France (1661-1711)
Pour les articles homonymes, voir Louis de France.
Titre
Dauphin de France
1er novembre 1661 – 14 avril 1711
(49 ans, 5 mois et 13 jours)
Signature
Le prince Louis de France, dit Monseigneur ou le Grand Dauphin, né le 1er novembre 1661 au château de Fontainebleau et mort le 14 avril 1711 au château de Meudon, est l'aîné des six enfants du roi de France et de Navarre Louis XIV et de la reine Marie-Thérèse d'Autriche. Il est, selon la tradition, dauphin de France en tant que premier-né des fils du roi. Mort quelques années avant son père, il n'accède jamais au trône. Il est le père du roi d'Espagne Philippe V et le grand-père du roi de France Louis XV.  

## Biographie

### Enfance
Fils aîné de Louis XIV et de Marie-Thérèse d’Autriche, Louis est né le 1er novembre 1661, un an à peine après le mariage de ses parents. Le père, âgé de 23 ans, assiste à l'accouchement et, il court à la fenêtre et s'écrie : « La reine est accouchée d’un garçon ! ». En son honneur, une toute nouvelle appellation est créée : « Monseigneur ». Louis est ondoyé dès sa naissance par l'évêque de Rennes, Charles-François de La Vieuville, et n'est baptisé que le 24 mars 1668 au château de Saint-Germain-en-Laye.  
Il a pour parrain le pape Clément IX et pour marraine la reine consort d'Angleterre Henriette-Marie de France. Le 5 juin 1662, le Grand Carrousel est donné en l'honneur de sa naissance devant le palais des Tuileries, à un endroit qui porte désormais le nom de « place du Carrousel ». Le dauphin a cinq frères et sœurs qui meurent au berceau, à l'exception de Marie-Thérèse, dite « Madame », qui a cinq ans lorsqu'elle meurt, en 1672. Le roi reconnaît en revanche 11 enfants adultérins. 

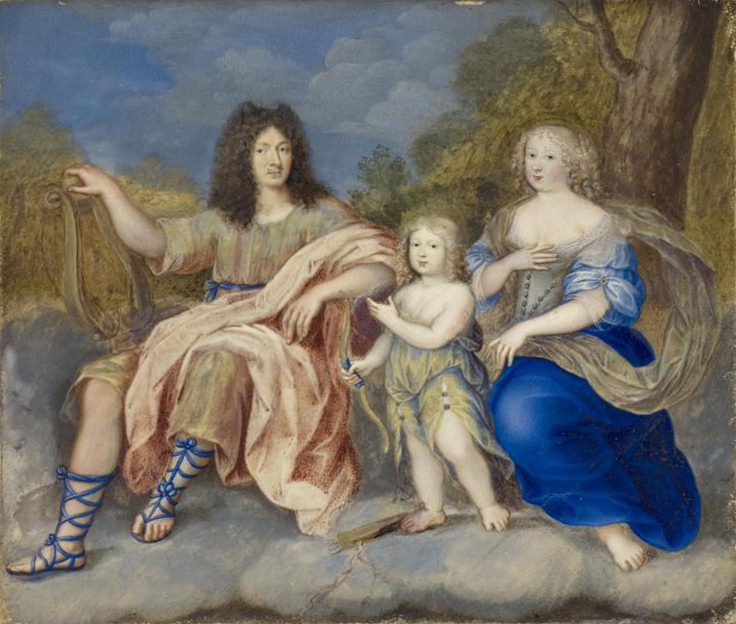
Louis XIV avec reine Marie-Thérèse et le fils de Louis, le Dauphin, par Joseph Werner 1662.
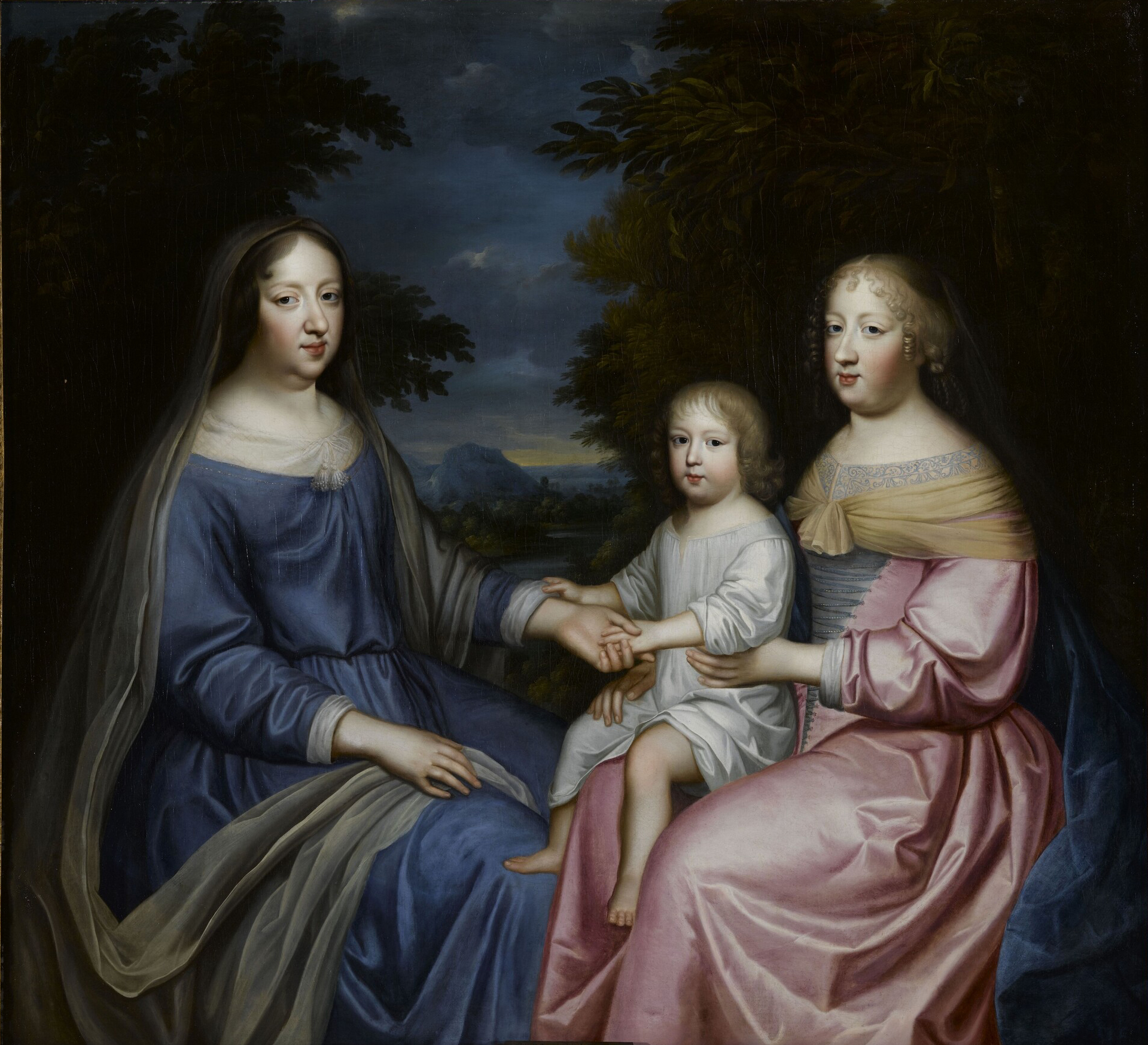
Anne d'Autriche avec le Dauphin et la reine Marie-Thérèse vers 1665.

### Éducation
Jusqu'à l'âge de 7 ans, le dauphin a pour gouvernante Jeanne de Prie, maréchale de la Mothe-Houdancourt. Il est ensuite confié au sévère Charles de Saint-Maure (qui servit, dit-on, de modèle au Misanthrope de Molière) et a pour précepteur Jacques-Bénigne Bossuet, évêque de Condom, assisté de l'érudit Pierre-Daniel Huet. Bossuet lui dédiera son Discours sur l'Histoire universelle, destiné à faire son éducation. De même, c'est au dauphin qu'est dédié le tout premier recueil des Fables de La Fontaine, écrites et publiées à partir de 1668 par Jean de La Fontaine.
Le prince est, jusqu'en 1674, un élève appliqué, quoique son éducation se focalise davantage sur l'obéissance due à son père le roi que sur l'art de gouverner. Ses précepteurs, en revanche, lui transmettent le goût pour les antiquités (inscriptions, médailles, sculptures). Dès l'âge de 20 ans, Monseigneur commence à constituer une collection de porcelaines. Il a en outre une très grande affection pour les gemmes, conseillé par le célèbre orfèvre Philippe Van Dievoet, dit « Vandive », officier de la garde-robe du roi. Le dauphin sera toute sa vie un grand collectionneur. 
Monseigneur est marié à 19 ans alors que, selon les dires de Madame de Sévigné, il est encore inexpérimenté dans les choses de l'amour. Initialement fidèle à son épouse la dauphine, il suit le chemin de son père et séduit ses demoiselles d'honneur, comme Émilie de Joly de Choin. Dans ses écrits, le duc de Saint-Simon brosse un portrait plutôt sévère du Grand Dauphin :

« Monseigneur était plutôt grand que petit, fort gros, mais sans être trop entassé, l’air fort haut et noble, sans rien de rude, et il aurait eu le visage fort agréable, si M. le prince de Conti le dernier mort ne lui avait pas cassé le nez par malheur en jouant, étant tous deux enfants. Il était d’un fort beau blond, avait le visage fort rouge de hâle partout, et fort plein, mais sans aucune physionomie ; les plus belles jambes du monde ; les pieds singulièrement petits et maigres. […] Il était fort bien à cheval et y avait grand-mine. […] Presque tous ses portraits lui ressemblent bien. […] 
Monseigneur était sans vice ni vertu, sans lumières ni connaissances quelconques, radicalement incapable d'en acquérir, très paresseux, sans imagination ni production, sans goût, sans choix, sans discernement, né pour l'ennui, qu'il communiquait aux autres, et pour être une boule roulante au hasard par l'impulsion d'autrui, opiniâtre et petit en tout à l'excès, de l'incroyable facilité à se prévenir et à tout croire qu'on a vue, livré aux plus pernicieuses mains, incapable d'en sortir ni de s'en apercevoir, absorbé dans sa graisse et dans ses ténèbres, et que, sans avoir aucune volonté de mal faire, il eût été un roi pernicieux. »

Le diplomate suisse Ézéchiel Spanheim se montre quant a lui bien moins sévère, quant à toute sa description du physique du dauphin, le décrivant comme étant plutôt « d'une taille au-dessous de la [moyenne], d’un visage plein, beau, et qui a également de la douceur et de la majesté ».

### Mariage

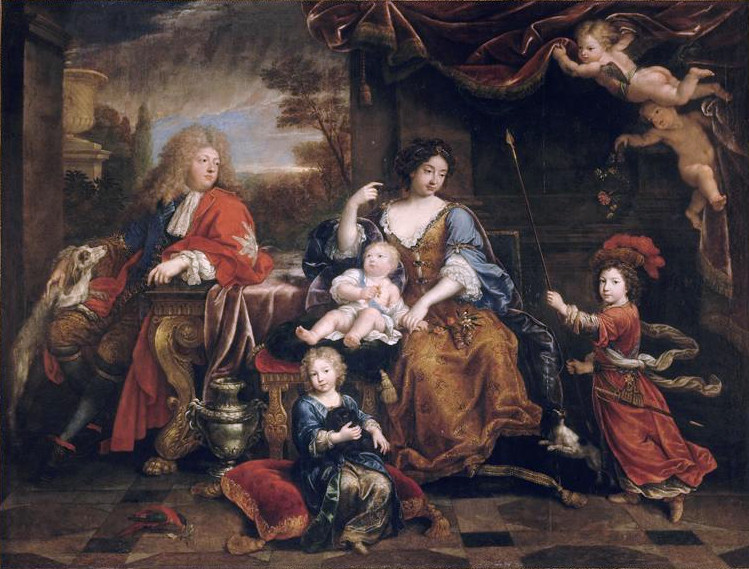
La famille du Grand Dauphin, Louis de France par Pierre Mignard, 1687.

Le mariage du Grand Dauphin est une affaire d'État. Quatre princesses catholiques retiennent l'attention du roi : Marie-Louise d'Orléans (la fille de Monsieur, épouse finalement Charles II en 1679), Marie-Antoinette d'Autriche (la nièce de la reine, épouse finalement l'électeur de Bavière en 1685) et Anne-Marie-Louise de Médicis (la fille du grand-duc de Toscane). La dernière union était envisagée mais présentait en réalité peu d'intérêt. La mère de la princesse Marguerite-Louise d'Orléans, cousine germaine du roi, était française mais vivait en exil à l'abbaye de Montmartre. Mariée au grand-duc de Toscane avant de quitter son mari, le roi n'en voulait pas. 
Le 7 mars 1680, Monseigneur épouse finalement Marie-Anne de Bavière, sœur de l'électeur de Bavière. Le couple eut plusieurs enfants dont trois survécurent à leurs parents : 
1. Louis de France (1682-1712), duc de Bourgogne. Il épouse la princesse Marie-Adélaïde de Savoie en 1696.
2. Philippe V (1683-1746), duc d'Anjou. Il devient roi d'Espagne en 1700 et épouse Marie-Louise-Gabrielle de Savoie.
3. Charles de France (1686-1714), duc de Berry. Il épouse la princesse Louise-Élisabeth d’Orléans en 1710.

Femme intelligente, cultivée et droite, la dauphine ne s'adapte pas à la très frivole et médisante cour de France. Malgré les efforts du roi, elle se cloître dans ses appartements, se plaignant sans cesse de sa santé mise à mal par ses grossesses successives. Elle meurt en 1690, âgée de 29 ans. Veuf à l'âge de 28 ans, le dauphin peut songer à se remarier. Ayant donné trois héritiers à la couronne, il épouse donc secrètement en 1695, sa maîtresse de longue date, Émilie de Joly de Choin, dame d'honneur de sa demi-sœur préférée Mademoiselle de Blois, que cette dernière avait renvoyée. 

### Monseigneur et la cour

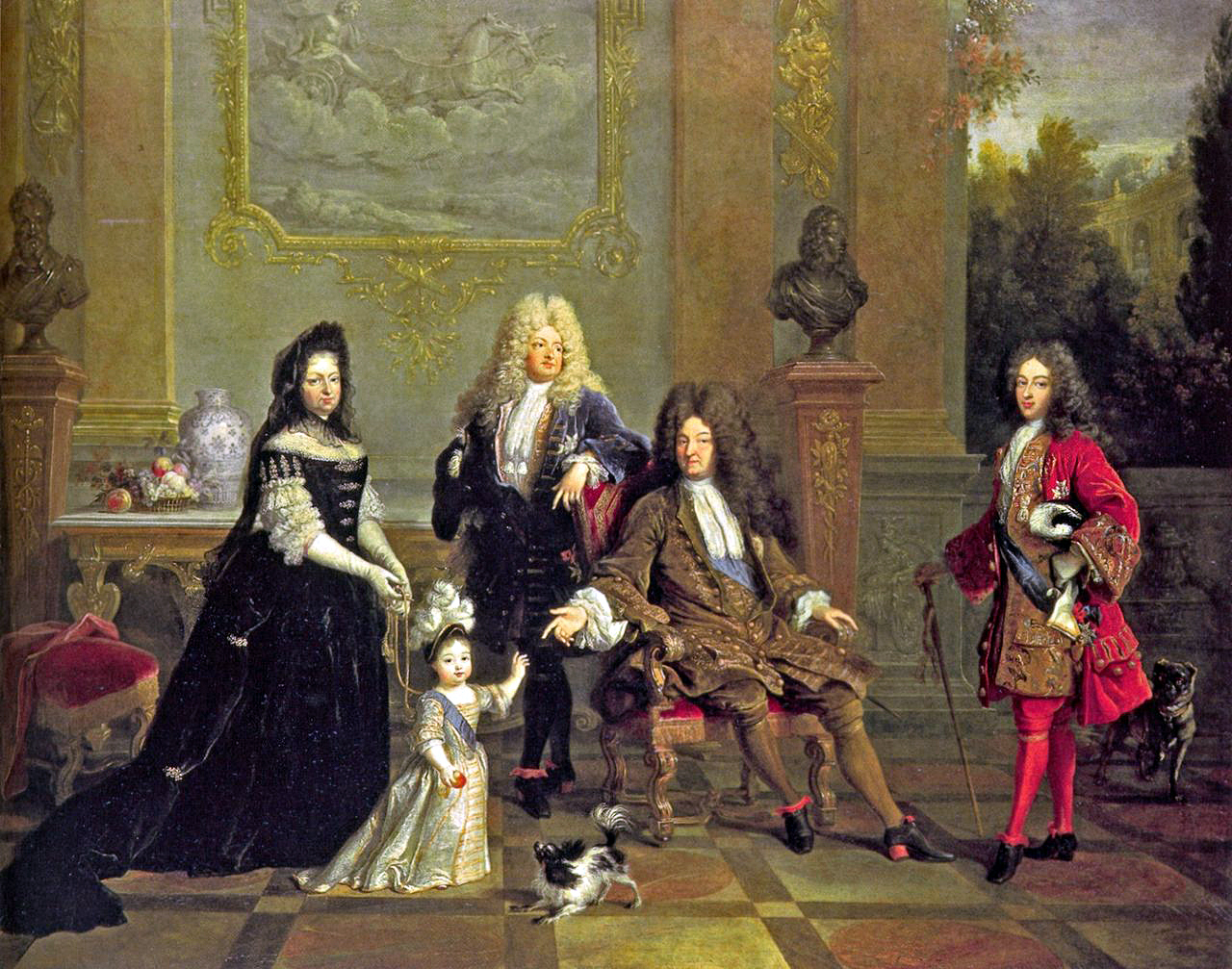
Madame de Ventadour avec le roi Louis XIV et ses héritiers par Nicolas Largillière, vers 1715.

Bien qu'il ait lui-même épousé sa maîtresse, le roi n'approuve pas pour autant le second mariage de son fils. Il partage toutefois des points commun avec ce dernier : tous deux sont de grands mangeurs, passionnés de chasse (sa spécialité étant la chasse aux loups) et de bâtiments. Ils sont tous deux proches de leurs valets. Leur point de divergence majeur demeure l'ascendant de Madame de Maintenon sur la cour. Bien trop soumis pour se confronter à son père, le dauphin préfère se retirer dans son château de Meudon où il se sent plus libre,. Il semble se tenir à l'écart des affaires politiques mais apprécie l'exercice des fonctions militaires. 
Selon les portraits livrés de Saint-Simon et de Spanheim, ses rapports à ses obligations sont différents. Opposé à la révocation de l'édit de Nantes, il se signale par sa bravoure au combat, notamment pendant la guerre de la Ligue d'Augsbourg. Fier de son rang, il ne craint pas de réclamer avec une rare vigueur pour son fils cadet duc d'Anjou, l'héritage de la couronne d'Espagne, alors que le décès de sa mère faisait de lui l'héritier légal. Durant la guerre de succession d'Espagne, il est la cible d'une tentative d'enlèvement au château de Versailles par un colonel dans l'Armée des Impériaux, Pierre de Guethem. Le complot échoue et Guethem est emprisonné.

### Décès

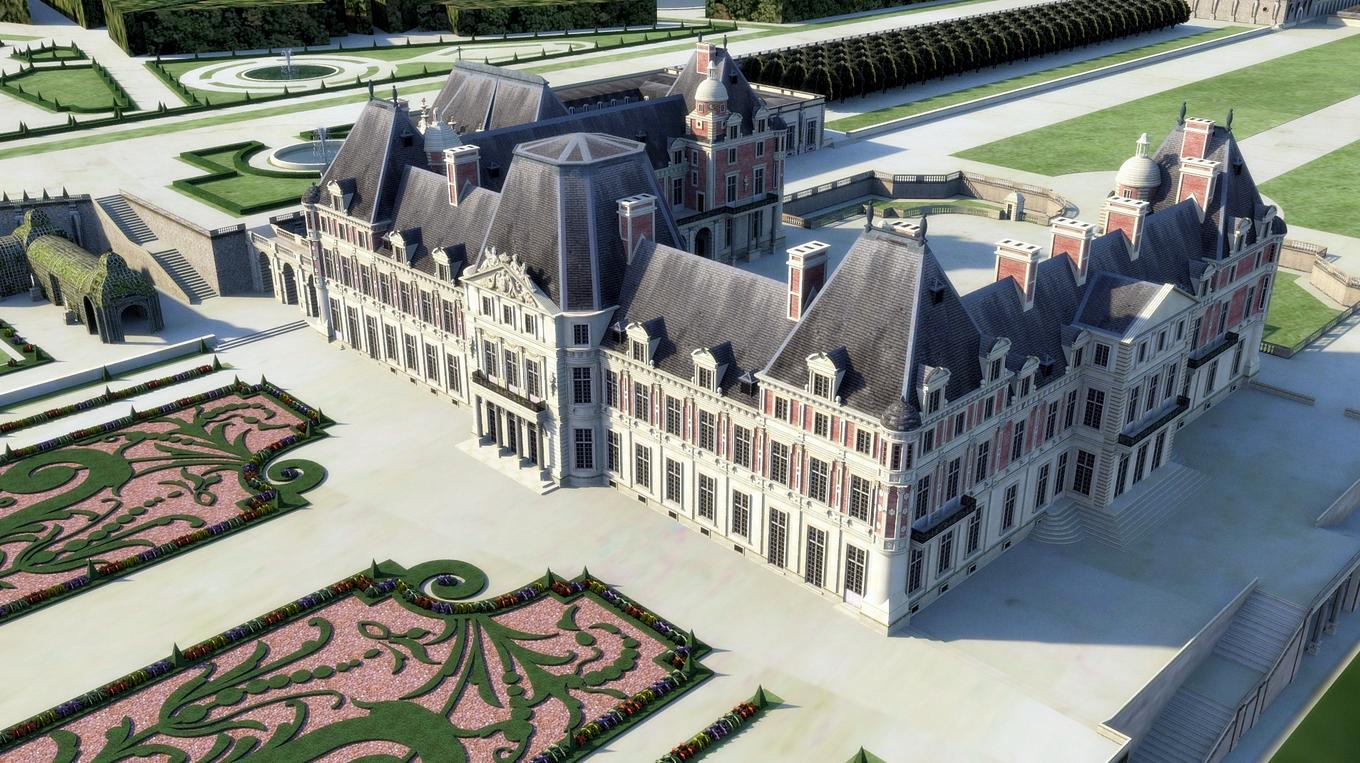
Restitution 3D du château-vieux de Meudon par Franck Devedjian, 2012.

En 1701, Monseigneur est victime d’une attaque d’apoplexie (ou d'une grave indigestion, selon Saint-Simon). Le Grand Dauphin meurt finalement de la variole le 14 avril 1711 à 23h30 à l'âge de 49 ans au château de Meudon, sa résidence préférée, dans la chambre de son grand appartement. Saint-Simon retrace le récit de son agonie dans ses Mémoires. Première victime de l'hécatombe royale qui sévit dans les années 1710, son décès bouleverse son père Louis XIV qui voit bientôt une difficulté de succession se profiler à l'horizon. 

### Ordres militaires
Chevalier des ordres dès sa naissance, le Grand Dauphin fut reçu le 1er janvier 1682. Furent créés pour lui :
- la compagnie des chevau-légers du Dauphin le 28 janvier 1663.
- la compagnie des gendarmes du Dauphin le 13 décembre 1665.
- le régiment du Dauphin Infanterie le 15 juin 1667.
- le régiment du Dauphin cavalerie le 24 mars 1668.
- le régiment du Dauphin dragons le 14 septembre 1673.
- le régiment de Dauphin-Étranger cavalerie le 12 mars 1674.